# レッドブル・RB12
レッドブル・RB12 (Red Bull RB12) は、レッドブル・レーシングが2016年のF1世界選手権参戦用に開発したフォーミュラ1カーである。

## 概要
2016年2月22日に正式発表。この年もチーフテクニカルオフィサーのエイドリアン・ニューウェイがプロジェクトに携わったが、制作はロブ・マーシャル（チーフエンジニアリングオフィサー）、ポール・モナハン（ヘッド・オブ・カーエンジニアリング）、ダン・ファロウズ（ヘッド・オブ・エアロダイナミクス）、ピエール・ワシェ（ヘッド・オブ・ビークルダイナミクス）の4人で行われた。
前年の不振でルノーとの関係が悪化し、パワーユニット供給問題や弟チームのトロ・ロッソとともにF1からの撤退を示唆する事態にまで発展した。最終的にはルノーからの供給は継続されたものの、タグ・ホイヤーのバッジネームを付けることになった。

## 2016年シーズン

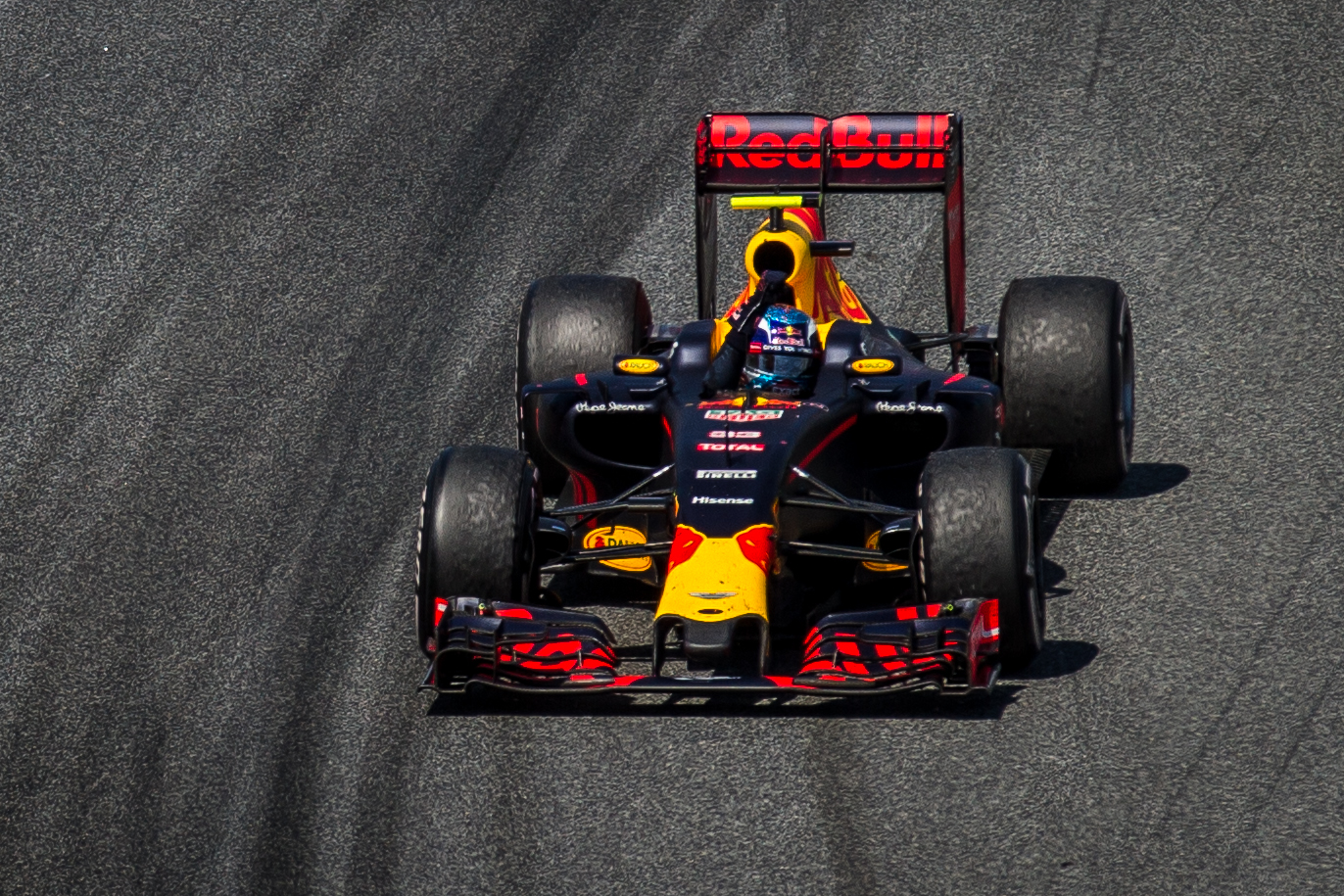
レッドブル移籍初戦のスペインGPで初勝利を挙げたマックス・フェルスタッペン

第5戦スペインGPよりマックス・フェルスタッペンがトロ・ロッソから昇格、ダニール・クビアトはトロ・ロッソに降格した。このスペインGPでフェルスタッペンが初勝利（チームにとって2年ぶりの勝利）を挙げた。次戦モナコGPでは、アップデートされたルノーエンジンを搭載したダニエル・リカルドが自身初のポールポジションを獲得した。第16戦マレーシアGPでは3年ぶりのワン・ツー・フィニッシュを果たした（リカルドは2年ぶりの勝利）。最終的にコンストラクターズランキング2位を確保し、復調ぶりをアピールした。

## スペック

### シャーシ
- シャーシ名 RB12
- シャーシ構造 カーボンファイバー/ハニカムコンポジット複合構造モノコック、タグ・ホイヤー（ルノー）V6エンジン搭載（ストレスメンバー）
- ブレーキキャリパー ブレンボ
- ブレーキディスク・パッド ブレンボカーボンファイバー製ディスクブレーキ
- サスペンション カーボンファイバー製ダブルウィッシュボーン、プッシュロッド（フロント）/プルロッド（リヤ）式トーションバー&アンチロールバー。アルミニウム合金製アップライト
- ホイール O・Z
- タイヤ ピレリ
- 重量 冷却水、潤滑油、ドライバーを含めて702kg

### エンジン
- エンジン名 タグ・ホイヤー（ルノー R.E.16）
- 気筒数・角度 V型6気筒・90度
- 排気量 1,600cc
- 最高回転数 15,000rpm(レギュレーションで規定)
- バルブ数 24
- 重量 145kg
- 潤滑油 トタル

## 記録
| 年   | No. | ドライバー       | 1   | 2   | 3   | 4   | 5   | 6   | 7   | 8   | 9   | 10  | 11  | 12  | 13  | 14  | 15  | 16  | 17  | 18  | 19  | 20  | 21  | ポイント | ランキング |
| 年   | No. | ドライバー       | AUS | BHR | CHN | RUS | ESP | MON | CAN | EUR | AUT | GBR | HUN | GER | BEL | ITA | SIN | MAL | JPN | USA | MEX | BRA | ABU | ポイント | ランキング |
| ---- | --- | ---------------- | --- | --- | --- | --- | --- | --- | --- | --- | --- | --- | --- | --- | --- | --- | --- | --- | --- | --- | --- | --- | --- | -------- | ---------- |
| 2016 | 3   | リカルド         | 4   | 4   | 4   | 11  | 4   | 2   | 7   | 7   | 5   | 4   | 3   | 2   | 2   | 5   | 2   | 1   | 6   | 3   | 3   | 6   | 5   | 468      | 2位        |
| 2016 | 26  | クビアト         | DNS | 7   | 3   | 15  |     |     |     |     |     |     |     |     |     |     |     |     |     |     |     |     |     | 468      | 2位        |
| 2016 | 33  | フェルスタッペン |     |     |     |     | 1   | Ret | 4   | 8   | 2   | 2   | 5   | 3   | 11  | 7   | 6   | 2   | 2   | Ret | 4   | 3   | 4   | 468      | 2位        |

- 太字はポールポジション、斜字はファステストラップ（key）
- † 印はリタイアだが、90%以上の距離を走行したため規定により完走扱い。